# Verkrachtingszaak Tonglet-Castellano
De zaak-Tonglet-Castellano was een Franse strafzaak over de verkrachting van de Belgische vrouwen  Anne Tonglet en Araceli Castellano in 1974. Bijgestaan door hun advocate Gisèle Halimi, bekwamen de vrouwen na een mediatiek proces de veroordeling van de drie daders: Serge Petrilli kreeg zes jaar cel voor verkrachting en zijn kompanen Guy Roger en Albert Mouglalis vier jaar voor poging tot verkrachting. De rechtszaak leidde tot bewustwording en tot een modernere definitie van het begrip verkrachting in het Franse Strafwetboek.

## Feiten
Tonglet was een 24-jarige lerares en Castellano een 20-jarige kleuterleidster. Als pas afgestudeerd en verliefd koppel gingen ze op vakantie in Zuid-Frankrijk. Behalve lesbiennes waren ze ook naturisten. Op 21 augustus 1974 sloegen ze hun tent op in de Calanque de Sormiou bij Marseille. Daar werden ze benaderd door een jongeman, Petrilli, wiens avances ze afwezen. Hij keerde terug met twee vrienden om hen te straffen. Nadat Tonglet zich nog tevergeefs had verweerd met een hamer, werden ze bijna vijf uur lang verkracht, met verwondingen tot gevolg.
In de ochtend gingen de twee slachtoffers aangifte doen bij de dichtstbijzijnde gendarmerie. Ze werden naar het ziekenhuis gestuurd en moesten een gynaecologisch onderzoek ondergaan. De jonge dokter was vergezeld van  een tiental studenten om hen te leren een verkrachtingsslachtoffer te onderzoeken. Hij controleerde met zijn vinger of ze nog maagd waren, maar kon het niet duidelijk vaststellen en trok hun verhaal in twijfel. In het ziekenhuis moesten de vrouwen ook hun verkrachters identificeren, die plots werden binnengeleid nadat ze door de politie van hun bed waren gelicht. Ze erkenden de seks, maar beweerden dat er instemming was geweest en scholden de vrouwen uit.
Castellano bleek zwanger te zijn en liet een abortus uitvoeren.

## Onderzoek
Onder het napoleontische Strafwetboek was verkrachting een misdaad en behoorde het dus tot de categorie van misdrijven die door een assisenhof moest worden berecht. Maar onderzoeksrechter Ilda di Marino herkwalificeerde de feiten tot "slagen en verwondingen die niet hebben geleid tot een arbeidsongeschiktheid van meer dan acht dagen". Door de ouderwetse delictsomschrijving waren dergelijke correctionaliseringen niet ongebruikelijk. Alleen ongeoorloofde penetratieseks zonder instemming kwam in aanmerking. 
In november 1975 hoorde Tonglet op de RTB een interview met de advocate Gisèle Halimi, die zich sterk maakte voor vrouwenrechten en sprak over het recht op abortus. De volgende dag gaf ze een lezing voor het Algemeen Belgisch Vakverbond op het Poelaertplein. Tonglet sprak haar achteraf aan en wist zich te verzekeren van haar bijstand. Halimi koos niet voor een strategie van anonimiteit en behandeling achter gesloten deuren. Integendeel wilde ze de zaak volop mediatiseren om een mentaliteitswijziging, of op zijn minst een wetswijziging, te bewerkstelligen. Ook dacht ze dat dit afschrikkend kon werken.

## Berechting
De correctionele rechtbank van Marseille verklaarde zich op 15 oktober 1975 onbevoegd omdat de feiten een criminele aard hadden. Het hoger beroep van de beklaagden werd op 3 februari 1976 afgewezen door het hof van beroep van Aix-en-Provence. Daarmee was de correctionalisering van de baan en kwam de zaak voor het assisenhof van de Bouches-du-Rhône in Aix. 
In de aanloop naar het procès du viol mobiliseerden de Franse vrouwenorganisaties. De terechtzittingen gingen van start op 2 mei 1978 onder grote belangstelling. Aan de ingang stonden groepen mannen die de slachtoffers uitmaakten en bedreigden. Halimi werd geslagen en bespuwd.
De beklaagden werden bijgestaan door Gilbert Collard, het latere parlementslid van de extreemrechtse partij Reconquête. Hun verdediging was dat ze de vrouwen na een initiële afwijzing hadden kunnen overtuigen. Op de tweede dag trok de jury zich terug voor beraad en vond hij de beklaagden schuldig. Het arrest van 3 mei 1978 veroordeelde Petrilli tot zes jaar gevangenisstraf, terwijl Roger en Mouglalis elk vier jaar kregen.

## Nasleep
Het proces leidde tot de verhoopte politieke discussie over verkrachting. De senatrice Brigitte Gros diende een wetsvoorstel in om artikel 322 van het Strafwetboek aan te passen. Andere fracties volgden haar voorbeeld. Het resulteerde in de wet nr. 80-1041 van 23 december 1980, die verkrachting definieerde als "elke daad van seksuele penetratie, van welke aard ook, gepleegd op een persoon door een ander door middel van geweld, dwang of verrassing".
Voor Tonglet en Halimi was de rechtszaak het begin van een blijvende vriendschap. Tonglet verklaarde in 2023 dat ze er niet in was geslaagd de traumatische verkrachting van zich af te schudden, maar dat ze was blijven leven en strijden.

## Films en documentaires
- 2014: Le Procès du viol, documentaire van Cédric Condon (52 min.)
- 2017: Le Viol, telefilm van Alain Tasma voor France 3